# Placówka Straży Celnej „Kaczyce Dolne”

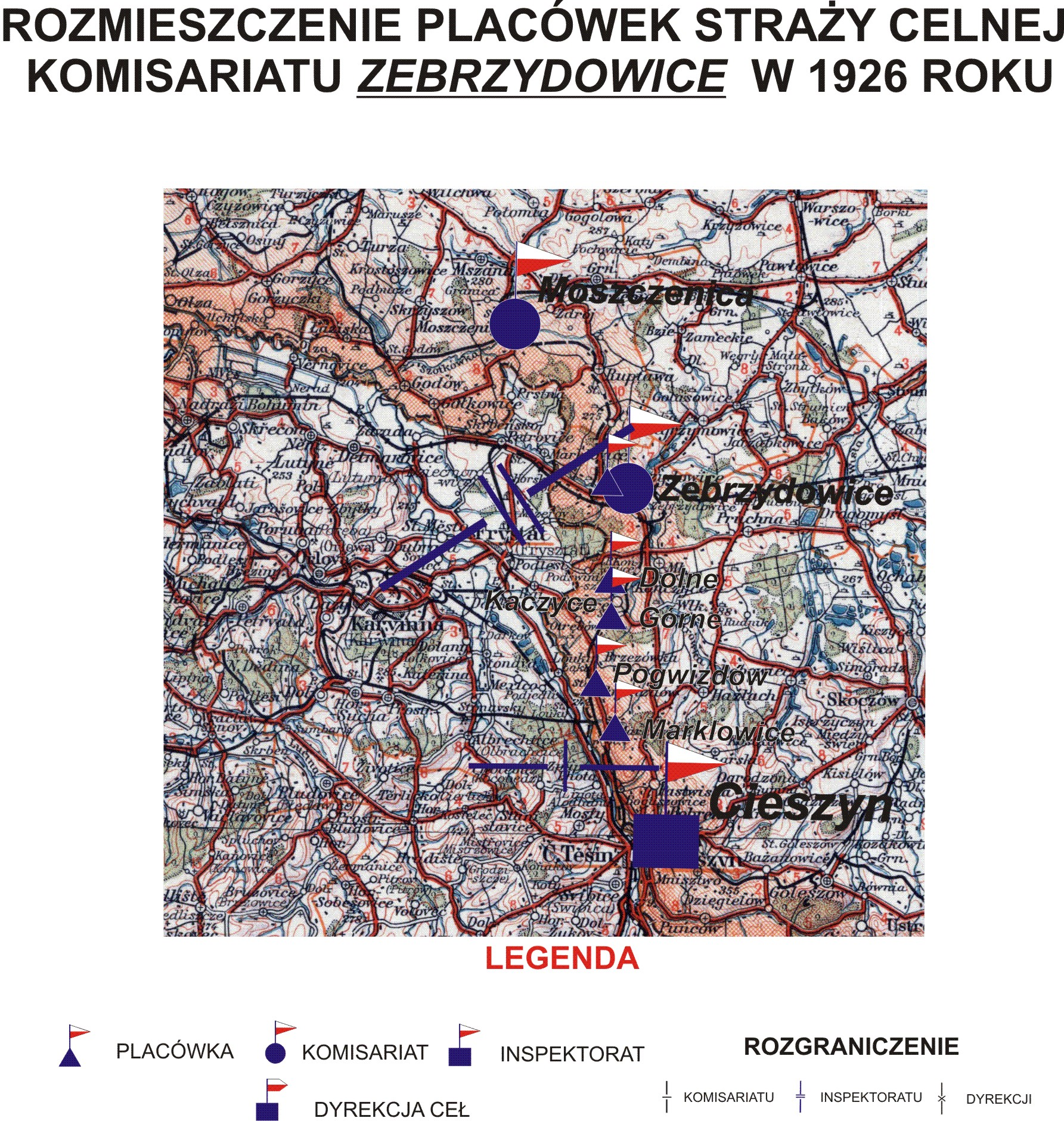
Rozmieszczenie placówek SC komisariatu „Zebrzydowice” w 1926 r.

Placówka Straży Celnej „Kaczyce Dolne” – jednostka organizacyjna Straży Celnej pełniąca w okresie międzywojennym służbę ochronną na granicy polsko-czechosłowackiej.

## Formowanie i zmiany organizacyjne
Na wniosek Ministerstwa Skarbu, uchwałą z 10 marca 1920 roku, powołano do życia Straż Celną. Od połowy 1921 roku jednostki Straży Celnej rozpoczęły przejmowanie odcinków granicy od pododdziałów Batalionów Celnych. Proces tworzenia Straży Celnej trwał do końca 1922 roku. Placówka Straży Celnej „Kaczyce Dolne” weszła w podporządkowanie komisariatu Straży Celnej „Zebrzydowice” z Inspektoratu SC „Cieszyn”.
W drugiej połowie 1927 roku przystąpiono do gruntownej reorganizacji Straży Celnej. W praktyce skutkowało to rozwiązaniem tej formacji granicznej. Ochronę północnej, zachodniej i południowej granicy państwa przejęła powołana z dniem 2 kwietnia 1928 roku Straż Graniczna.
Rozkazem nr 4 z 30 kwietnia 1928 roku w sprawie organizacji Śląskiego Inspektoratu Okręgowego dowódca Straży Granicznej gen. bryg. Stefan Pasławski powołał Komisariat Straży Granicznej „Zebrzydowice”. Placówka Straży Granicznej I linii „Kaczyce” znalazła się w jego strukturze.

## Funkcjonariusze placówki
Kierownicy placówki
| stopień          | imię i nazwisko, numer     | okres pełnienia służby | kolejne stanowisko |
| ---------------- | -------------------------- | ---------------------- | ------------------ |
| starszy strażnik | Stanisław Michalski (695)) | był w 1926             |                    |

Obsada personalna placówki w 1926:
- starszy strażnik Stanisław Michalski (695)
- strażnik Adam Filipowiak (229)
- strażnik Piotr Tomal (1025)
- strażnik Stanisław Wojnarowski (1042)
- strażnik Franciszek Kistowski (509)
- strażnik Piotr Krowiak (499)
- strażnik Franciszek Skornia (992)
- strażnik Franciszek Pomykała (803)
- starszy strażnik Karol Lesek (584)
- strażnik Antoni Gołębiowski (294)
- strażnik Jacenty Bączek (73)
- strażnik Michał Jaśków (374)
- strażnik Franciszek Wawrzyniak (1097)
- starszy strażnik Antoni Milczarek (622)
- strażnik Paweł Stoszek (669)